# Холокост во Львове
Холоко́ст во Льво́ве — убийство евреев во Львове нацистами в 1941—1944 годах.

## Предыстория
В начале 30-х годов руководство ОУН пыталось дистанцироваться от aнтиеврейских aкций. В начале деятельности организации в число «оккупантов» в качестве врагов назывались «ляхи, москали и прочие захватчики». Хотя в националистических изданиях обличалась «жидокоммуна» Советской Украины, предпринимались и попытки отказаться от антисемитских стереотипов. Один из идеологов организации Николай Сциборский писал, что долг общественности «убедить евреев в том, что будущая украинская державa не представляет для них никакой опасности». Но вскоре положение стало меняться, оуновцы стали распространять листовки, в которых содержались призывы объявлять бойкот торговцам-евреям, увольнять работников евреев, поляков и других неукраинцев. В 1935—1936 годах члены ОУН проводили в ряде сел акции, в ходе которой били стеклa и поджигали дома евреев.
Такие действия основывались на принятом на собрании решении руководствa местного отделения ОУН о том, что «жиды вредны для украинской нации, нужно от них освободиться» и лучше всего это делать, разрушая их жилища. После акции 1936 года Краевая экзекутивa ОУН уточнилa свою позицию по «еврейскому вопросу». Она призвала различать «евреев» и «евреев-коммунистов»: к первым требовалось применять экономический бойкот, а с евреями-коммунистами следовало бороться вплоть до летальных методов. К концу 1930-х годов ОУН полностью отказывается от планов предоставления евреям равных прав с украинцами и начинает планировать их изгнание или изоляцию.
К началу Второй мировой войны антисемитизм стал важной составной частью политики Организации украинских националистов. В 1939 году Ярослав Стецько публикует в канадском журнале «Новый путь» статью[какую?], где заявляет, что украинцы «первыми в Европе поняли разлагающую деятельность еврейства», и отмежевались от евреев столетия назад, сохраняя «чистоту своей духовности и культуры». Кроме того, ОУН придерживалась в отношении евреев теории, так называемого, еврейского коммунистического заговора и убеждения о «еврейской сущности коммунизма».
Эти взгляды только усилились после присоединения Западной Украины к СССР в 1939 году. Их укреплению способствовала форсированная советизация региона. Многие лидеры и члены прежних «буржуазных» политических партий, культурные деятели арестовывались, тысячи реальных и мнимых врагов советской власти, социально чуждых и политически неблагонадежных граждан высылались в Сибирь. Особое внимание советских органов привлекала деятельность ОУН — единственной политической организации межвоенной Польши, которой, пускай и в глубоком подполье, удалось сохраниться, и которая продолжала свою деятельность. По Западной Украине прокатилась волна арестов членов ОУН. По свидетельствам самих оуновцев, в некоторых регионах им был нанесен ощутимый удар. Ответственность за это вновь возлагали на евреев. Тот факт, что евреи, также как и представители других народов Западной Украины, высылались в Сибирь, украинскими националистами просто «не замечался». Как утверждал впоследствии Стецько, ОУН и УПА преследовали евреев не за национальность, а как «помощников большевистской Москвы в закабалении Украины».

В автобиографии, написанной Стецько после его ареста нацистами в 1941 году, упоминается позиция ОУН по отношению к евреям: 
Считая главным и решающим врагом Москву, которая фактически держала Украину в неволе, а не еврейство, я тем не менее отдаю себе отчёт в неизменно вредной и враждебной роли евреев, которые помогают Москве закрепостить Украину. Поэтому я стою на позиции уничтожения евреев и целесообразности перенесения на Украину немецких методов уничтожения еврейства и исключаю их ассимиляцию и т. п.
На ІІ Съезде ОУН-Б в 1941 году была сформулирована позиция украинских националистов относительно евреев. В политических постановлениях съезда отмечалось, что «евреи в СССР являются наипреданнейшей опорой господствующего большевистского режима и авангардом московского империализма на Украине. Противоеврейские настроения украинских масс использует московско-большевистское правительство, чтобы отвернуть их внимание от действительной причины лиха и чтобы во время восстания („зриву“) направить их на погромы евреев. Организация украинских националистов борется против евреев как опоры московско-большевистского режима, осознавая в то же время, что Москва — главный враг» (п. 17).
По данным Джона-Пола Химки, ОУН начала планировать этнические чистки, как только стало известно[уточнить] о возможном нападении на Советский Союз. В инструкциях ОУН (б) содержались указания уничтожать «нежелательных польских, российских и еврейских активистов», а также то, что «враждебные национальные меньшинства» (поляков, русских, евреев) должны быть уничтожены в боях. В распространяющихся листовках сообщалось о коллективной ответственности (родовой и национальной) за все преступления против украинского государства, украинского войска и ОУН. Советский строй бандеровцы отождествляли с «большевистско-еврейской диктатурой». В бандеровских листовках, распространяемых в начале войны, евреи недвусмысленно выступают в качестве народа-эксплуататора: «ссуды, налоги с колхоза, налоги с Вашего несчастного хозяйства, мясозаготовки, заготовки молока, яиц — все несли Вы евреям, а дети ваши почти никогда не видели этого».
К 1939 году население Львова составляло 340 000 человек, из которых более 100 000 было евреями. Позже ещё 35 000 еврейских беженцев скопилось в городе из оккупированных нацистской Германией областей Польши.
28 июня[уточнить] 1941 года Львов оставили советские войска, а 30 июня войска Германии и союзников оккупировали город. Однако, до этого времени в тюрьмах № 1, 2, 4 Львова и № 3 Злочева, начиная с 22 июня, сотрудники НКВД провели массовые расстрелы заключённых, осуждённых по политическим статьям (2464 человек). По данным историка Александра Круглова, предлогом для расстрелов во Львове было «восстание» украинских националистов, в ходе которого те обстреляли подразделения Красной Армии, совершили нападения на евреев и коммунистов.
В телеграмме командования 17-й армии вермахта в адрес верховного командования вооружённых сил от 2 июля 1941 года говорилось о том, что после вступления немецких частей во Львов 30 июня 1941 года в трех тюрьмах города было найдено много сотен трупов. На трупах видны колотые и рубленые раны на разных частях тела. Среди убитых большинство составляли украинцы, остальные — поляки и евреи.

## Начало Холокоста в июне-июле 1941 года
Некоторые работы указывают, что погром еврейского населения был инициирован немецкой пропагандой и начался после вступления немецких оккупационных войск во Львов. В убийствах, совершенных в тюрьмах НКВД, немцы обвинили евреев и использовали расстрелы НКВД для пропаганды и подстрекательства к погромам.
Другие работы свидетельствуют о том, что облава на евреев-мужчин, якобы с целью выявить тех, кто сотрудничал с Советами началась утром 30 июня 1941 года силами милиции ОУН, одновременно со вступлением вермахта во Львов. А также, источники говорят о том, что подобную антисемитскую пропаганду среди местного западноукраинского населения неустанно вела и ОУН, ксенофобская нацистская позиция которой не оставалась достоянием одного лишь её руководства и членов. В начале июля 1941 года ОУН выпустила воззвание, где были слова: «Народ! Знай! Москва, Польша, мадьяры, жиды — это твои враги. Уничтожай их; ляхов, жидов, коммунистов — уничтожай без милосердия».
Радиопередачи ОУН также призывали население убивать евреев. Программа «окончательного решения еврейского вопроса» в немецком стиле была популярна в Западной Украине в той же мере, в какой была популярна ОУН.
Часть жителей Львова, а также активисты ОУН откликнулись на подстрекательства пропаганды о, якобы, виновности евреев в гибели заключённых львовских тюрем и учинили погром, который был прекращен 2 июля 1941 года силами вермахта.
После того, как Красная Армия покинула Львов, Организация украинских националистов вышла из подполья и стала формировать свою милицию. Милиционеров ОУН можно было опознать по желто-голубым повязкам на левом плече. 30 июня было провозглашено Украинское государство.
В погромах начала июля 1941 года принимали активное участие представители милиции ОУН. Утром 30 июня милиция ОУН начала облаву на евреев-мужчин, якобы, с целью выявления сотрудничавших с советской властью. Задержанных отводили в участки, некоторых там забивали насмерть. Большое количество евреев было отправлено на принудительные работы, в том числе в тюрьмы, в которых НКВД ранее содержало и в последние дни перед отступлением советской армии расстреливало политических заключённых.
В донесении полиции безопасности и СД № 24 от 16 июля 1941 года про львовские события начала июля 1941 года говорится о похвальной активности украинского населения относительно евреев в первые часы после отступления большевиков, в том числе упоминается, что население согнало разом, издеваясь, около 1000 евреев и доставило их в захваченную вермахтом тюрьму ГПУ.

Самое большое количество евреев попало в тюрьму «Бригидки» (до этого — одну из четырёх тюрем НКВД). Вот чем пришлось заниматься евреям в тюрьме Бригидки:
В «Бригидках» немцы и оуновская милиция открыли подвалы НКВД и приказали евреям выносить во двор трупы сотен политзаключенных, которых советская тайная полиция убила, прежде чем бежать из Львова. Одновременно пригласили жителей Львова в «Бригидки» на опознание убитых. Перед горожанами, пришедшими в «Бригидки», предстала ужасная картина: евреи выносят из подвалов тела убитых и аккуратно раскладывают их во дворе. Ассоциативная связь между злодеянием НКВД и евреями в умах горожан была установлена; никого не смущало то, что среди убитых немало евреев — сионистов, бундовцев, коммунистов-троцкистов, расстрелянных энкавэдэшниками вместе с украинцами и поляками. Евреев, носивших тела, стали избивать. Чтобы разрядить обстановку, немцы начали расстреливать евреев прямо во дворе — «в отместку»; на место расстрелянных милиционеры приводили новых евреев.
Избиение евреев города началось 30 июня, а 1 июля оно переросло в масштабный погром, в котором участвовали преимущественно украинцы — простые горожане, члены оуновской милиции, а также поляки и немецкие солдаты.
В донесении полка Бранденбург-800 отмечается, что 1 июля наблюдались крупные проявления актов насилия против евреев. И хотя за день до того, 30 июня, войсками был произведен расстрел «еврейских мародёров», но, тем не менее, военные части вермахта были против жестокого обращения и расстрелов невиновных в большевистских преступлениях.
Темой исторических дискуссий является роль в погроме батальона «Нахтигаль», вступившего 30 июня в город вместе с немцами. Это важно ещё и потому, что одним из его командиров был будущий глава УПА — Роман Шухевич. Немецкий историк Дитер Поль считает, что члены батальона «Нахтигаль» принимали участие в расправе над евреями в тюрьме Бригидки. Однако не все ученые согласны с тем, что батальон участвовал в погроме. Ответу на вопрос, участвовал ли батальон «Нахтигаль» в уничтожении поляков и евреев во Львове, посвящена глава книги Ивана Патриляка. В ней он рассматривает как сами источники, касающиеся пребывания бойцов «Нахтигаля» во Львове, так и формирование советского историографического стереотипа об участии подразделения Дружин украинских националистов в уничтожении евреев и польских профессоров. После изучения источников украинский исследователь приходит к выводу, что, хотя в предвоенной идеологии ОУН содержались положения, призывающие к уничтожению евреев, имеющиеся в наличии источники не подтверждают версию о том, что члены «Дружины» участвовали в уничтожении евреев, он признаёт, что в уничтожении евреев принимали участие некоторые украинцы-члены полицейских формирований (но не батальона «Нахтигаль»). В еврейском погроме, по его мнению, участвовали только украинские деклассированные элементы («шумовиння»). «Нахтигаль» как организация, по его мнению, в антиеврейских акциях не был замешан, а убийство некоторыми бойцами батальона «Нахтигаль» евреев, учинённое через несколько дней в Винницкой области членами батальона, было совершенно «в состоянии аффекта» по просьбе населения и не было отражением политики ОУН по отношению к евреям.
Большое место в аргументации Патриляка и других украинских историков для подтверждения тезиса, что «Нахтигаль» не причастен к уничтожению евреев и поляков во Львове, занимает утверждение, что показания свидетелей против «Нахтигаля», да и вообще сам интерес к этой теме, появились только после того, как у Советского Союза в 1959 г. возникла потребность «свалить» западногерманского политика Теодора Оберлендера. До этого ни на Нюрнбергском процессе, ни в «Акте чрезвычайной государственной комиссии по установлению и расследованию злодеяний немецкофашистских захватчиков», ни в советской историографии обвинения против бойцов «Нахтигаль» не присутствовали. До 1959 года обвинения в убийствах бойцам «Нахтигаля» советской стороной не выдвигались. В материалах «Чрезвычайной государственной комиссии» нет ничего не только о «Нахтигаль» и Оберлендере, но и практически ничего (за исключением нескольких свидетельств) не сообщается о Львовском погроме начала июля.
Некоторые украинские историки, доказывая непричастность бойцов батальона «Нахтигаль» и представителей украинских националистов вообще к львовскому погрому, ссылаются на «уникальные документы», так называемый документ «к книге фактов» («до книги фактів»), который, по их мнению, доказывает непричастность украинских националистов к погрому. Документ, найденный у неизвестного убитого члена националистического подполья, согласно заявлению работников архива Службы Безопасности Украины (СБУ) представляет собой хронику событий с 22 июня по сентябрь 1941 г. В нём, помимо прочего, сообщается об обращении гестапо к «украинским кругам» с просьбой организовать 3-х дневный еврейский погром. Однако руководство ОУН расценило это обращение как провокацию, рассчитанную на то, чтобы скомпрометировать украинское движение и затем под предлогом наведения порядка укротить его. В этой версии, ОУН отказалась от еврейских погромов не из-за любви к евреям, а для того, чтобы не дать немцам лишнего повода остановить деятельность организации.
В документах Нюрнбергского процесса приводится ряд показаний командиров частей вермахта, вступавших во Львов 1 июля 1941 года, о том, что в тюрьмах было найдено много частично изуродованных трупов, а 2 июля 1941 года 49-й горный корпус предпринял шаги против плохого обращения местных украинцев с евреями.
Результатом погрома была гибель к 3 июля около 4 тыс. евреев, из них одна тысяча была убита в ходе «тюремной акции» в «Бригидках» и других тюрьмах Львова.
В дальнейшем убийства осуществлялись членами айнзатцгруппы «C».
8 июля был издан приказ о ношении евреями специальных меток с жёлтой Звездой Давида.
В донесении айнзатцгруппы полиции безопасности и СД № 24 от 16 июля 1941 года говорится об уничтожении айнзатцгруппой «C» 7000 евреев во Львове при активном содействии украинского населения.

Одновременно нацисты осуществили во Львове массовые убийства представителей польской интеллигенции Львова (в том числе, около 45 польских учёных и преподавателей, в основном Львовского университета, членов их семей и гостей) и представителей других национальностей, которых, в отличие от большинства схваченных евреев, не расстреливали на месте, а вывозили сначала в тюрьму гестапо (бывшую военную тюрьму на Замарстынове), и в окружающие город холмы — Вулецкие холмы, Винники, на Кортумову гору, на новое еврейское кладбище.

### Немецкая кинохроника июля 1941 года
Документальный фильм, снятый нацистами для «Deutsche Wochenschau» после захвата Львова в июле 1941 года: толпа людей, многие плачут, мёртвые тела расстрелянных сотрудниками НКВД заключённых (см. Расстрелы во Львове (июнь 1941)) выносят и складывают для идентификации на улице перед зданием тюрьмы, где они были убиты. Комментатор: «Невинные — жертвы большевиков». Простреленные стены закопчёных зданий, кучи покалеченных тел. Кричащие в скорби женщины, ошеломлённые наблюдатели. Арест какого-то человека, который пытается вырваться. В кадре еврей-мужчина, его арестовывают.
Документальная хроника «Deutsche Wochenschau», июль 1941: Львов, солнечный день, евреи-мужчины (некоторые с бородами и в ермолках) носят и складывают трупы убитых заключённых.
Немецкая кинохроника и фотодокументы первых дней оккупации Львова служат дополнительным подтверждением свидетельских показаний, полученных от евреев, тем более, что эти показания в настоящее время ставятся под сомнение некоторыми исследователями. В частности, анализируя показания пережившей войну во Львове еврейки Рузи Вагнер, данные ею в 1945 году для Еврейского исторического института, можно отметить, что её свидетельства про сгон евреев-мужчин, сопровождаемый издевательствами, на работы по выносу трупов из тюрем, причём некоторые из них «не возвращались домой» (то есть были расстреляны), про издевательства над женщинами, про уборку мусора с улиц руками подтверждаются кино- и фотодокументами.

### «Украинская Народная Милиция» ОУН(б)
В задачи Народной милиции ОУН(б) ставилось первоначальное проведение «чистки энкаведистов, москалей, жидов и прочих» а также составление списков «отметившихся в преследовании и гонении украинства — в первую очередь „неукраинцев“ — а собственно жидов, москалей, поляков». Внесённые в список подлежали интернированию в лагеря.
Со 2 июля 1941 года бандеровская народная милиция Львова перешла в подчинение СС.

28 июля 1941 года 

№ 82/п

г. Львов 28 июля 1941
Службе безопасности ОУН во Львове
Нас уведомляет протоирей отец Табинский: наша милиция проводит теперь с немецкими органами многочисленные аресты евреев. Перед ликвидацией евреи защищаются всеми способами, в первую очередь деньгами. В соответствии с информацией отца Табинского, среди наших милиционеров есть те, которые за золото или деньги освобождают евреев, которые должны быть арестованы. У нас нет никаких конкретных данных, но мы передаем вам для информации и дальнейшего использования.
Слава Украине!
Организация украинских националистов

Главный отдел пропаганды

Произошедший в начале июля 1941 года погром не был последним для евреев Львова. 25-27 июля во Львове отмечалась годовщина убийства Симона Петлюры, застреленного евреем Самуилом Шварцбардом. Немцы разрешили украинской милиции убить несколько евреев в качестве мести. В «дни Петлюры» немцы совместно с украинской милицией устраивали облавы на евреев. Часть евреев была вывезена на расстрел в лес, часть была расстреляна на Яновской улице. Кроме того, украинская полиция, по воспоминаниям Г. Менделя, собирала евреев в участках и избивала их. Украинский историк Феликс Левитас сообщает о более чем 1500 погибших евреев.
Весьма любопытные сведения о «днях Петлюры» сообщает в своей записке-воспоминаниях переживший Холокост еврей Шнефельд. Согласно ему, «бело-украинцы» (то есть украинская полиция) устроила облаву на евреев. Их было поймано около 5 тысяч человек. За их жизни немцы назначили юденрату выкуп в 20 млн рублей. Еврейская община выплатила контрибуцию, но заложников назад так и не получила.

## Львовское гетто
В конце июля был создан юденрат и «Ordnungsdienst» (еврейская полиция), которая во Львове насчитывала до 500 человек и обеспечивала внутренний правопорядок в еврейских гетто, участвовала в облавах, осуществляла конвоирование при переселении и депортации евреев в лагеря, обеспечивала выполнение приказов оккупационных властей и т. д.
Председателем юденрата стал юрист Юзеф Парнас. За лето 1941 года была разграблена собственность евреев, сожжены синагоги, а сами евреи отправлены на принудительные работы. В конце октября Парнас был расстрелян за отказ составить списки евреев для лагерей.
8 ноября 1941 года немецкая власть приказала организовать Львовское гетто. Евреям предписывалось переместиться в гетто до 15 декабря 1941 года. За это время было убито 5000 старых и больных евреев. К началу 1942 года в гетто насчитывалось более 100 000 евреев.
Зимой 1941—1942 годов нацисты начали отправлять евреев из Львовского гетто в лагеря. За март 1942 года было вывезено в Белжец 15 000 человек. Большинство из них были старые и религиозные люди, женщины, дети. Официально это называлось «акцией против антисоциальных элементов».
После этой «акции» в гетто официально оставалось около 86 000 евреев. Кроме того, существовало большое количество «нелегалов». Были созданы цеха, в которых евреи работали на вермахт, люфтваффе и немецкую администрацию.
8 июля 1942 года 7 000 евреев было вывезено в Яновский лагерь. За август в Белжец было отправлено более 50 000 евреев.
К началу сентября 1942 года в гетто оставалось около 65 000 евреев, из которых приблизительно 15 000 были «нелегалами». Некоторые евреи прятались в канализации города, где им помогали львовские поляки и украинцы.
В ноябре 5000 евреев были отправлены в Янов и Белжец. Систематически уничтожались неработающие евреи. Между 5 и 7 января 1943 года Львовское гетто официально стало Еврейским лагерем. До 20 000 евреев, включая членов расформированного Еврейского совета, были расстреляны. Немцы объявили, что в гетто могут находиться только евреи с «рабочей картой». Во время зачисток гетто немцы сжигали дома, в которых прятались евреи. Многие сгорали заживо.
Рабочий лагерь в гетто просуществовал до 1 июня 1943 года. При ликвидации лагеря евреи оказали вооружённое сопротивление, убив и ранив несколько полицейских. В ликвидации участвовали подразделения СС и немецкой полиции, гитлерюгенд. Около 7 000 евреев было вывезено в Янов, большинство из них было расстреляно в «Песках». 3 000 евреев было убито при ликвидации самого гетто.
Львовское гетто по величине было третьим, после Варшавского и Лодзинского гетто.
Когда 27 июля 1944 года советские войска взяли Львов, в нём оставалось менее 300 евреев, прятавшихся в городе и канализации.

## Спасение евреев
Несколько тысяч детей было спасено активистами польской правительственной организации Жегота (Żegota — Совет помощи евреям на оккупированной территории Польши).
Евреев укрывали и в монастырях, и церквях Украинской грекокатолической церкви. Среди спасшихся в Свято-Юрском соборе во Львове был главный ортодоксальный раввин города Давид Кахане и семья реформистского раввина города Иезекииля Левина.
В Львовской области более 100 человек, принимавших участие в спасении евреев, признаны «праведниками народов мира» израильским институтом Яд ва-Шем.
|                                                                 |  |                                                                    |  |                                                             |
| Еврей, выживший после львовского гетто и Яновского лагеря, 2007 |  | Центр «Холокост» им. д-ра А. Шварца, ул. Шолом-Алейхема, 12, Львов |  | Памятник жертвам холокоста на проспекте Вячеслава Черновола |

## Расследования нацистских преступлений во Львове и области

### Материалы советской Чрезвычайной комиссии (1944)
Согласно протоколам комиссии еврейское население Львова сократилось с 135 000 человек в июле 1941 года до 2000 человек к моменту освобождения города советскими войсками в конце июля 1944 года.
В первые дни оккупации евреев, подвергая при этом издевательствам и избиениям, насильно собирали на работы связанные с очисткой львовских тюрьм от трупов. Аресты евреев начались 4 июля, а расстрелы в ночь с 4 на 5 июля 1941 года. Из 2000 арестованных в течение нескольких дней было расстреляно 1600 человек, а 600 отпущено на свободу. Упоминается также о ещё одном массовом расстреле в октябре 1941 года, когда были убиты 3000 евреев.

### Вопрос участия «Нахтигаль» в погроме 1941 года
Причастность военнослужащих украинского батальона «Нахтигаль» к репрессиям и убийствам мирного населения во Львове (и к резне львовских профессоров, в частности) в настоящее время остаётся дискуссионным вопросом.
По данным ряда историков, украинские националисты — и лично будущий руководитель УПА Роман Шухевич — причастны к убийствам и репрессиям против еврейского и польского населения, которые начались сразу же после вступления во Львов батальона «Нахтигаль».
Обвинения в адрес военнослужащих «Нахтигаля» были выдвинуты только в 1959 году в связи с процессом против Теодора Оберлендера, бывшего офицера этого батальона. Суд в ГДР осудил его заочно к пожизненному заключению. Но суд, прошедший в ФРГ, не нашёл доказательств преступлений Оберлендера, хотя и признал, что, как минимум, часть второй роты «Нахтигаля» «перешла к актам насилия против согнанных евреев и виновна в гибели многочисленных евреев». Не говорилось о военных преступлениях «Нахтигаля» и на Нюрнбергском процессе. Также в уголовных делах на задержанных солдат «Нахтигаля», занимавших позже командные должности в УПА, следствие по которым проходило в 1944—1946 годах, нет упоминаний про участие батальона «Нахтигаль» в военных преступлениях.

#### Документы из Яд-Вашем
Председатель Совета директоров комплекса израильского мемориального комплекса «Яд-Вашем» Томи Лапид утверждал, что в архиве хранятся документы, свидетельствующие о причастности командира батальона «Нахтигаль» Романа Шухевича к массовым убийствам львовских евреев. После посещения украинской делегацией Израиля с целью проверки этих сведений, представитель СБУ кандидат исторических наук Владимир Вьятрович заявил, что в архивах мемориального комплекса нет никаких документов, которые бы подтверждали причастность Романа Шухевича к убийствам евреев на Украине в годы Второй мировой войны. Директор архивного департамента «Яд Вашем» Хаим Гертнер подтвердил, что «ни одного досье на Шухевича нет, а Томи Лапид, который сообщал о существовании такого досье, не является сотрудником архива».
19 марта 2008 года на сайте мемориального комплекса «Яд ва-Шем» был опубликован пресс-релиз с опровержением вышеуказанного заявления. В интервью, которое дали представители «Яд ва-Шем», было сказано следующее: «Заявление Владимира Вьятровича, выпущенное позавчера, грешит против правды.» В продолжении интервью представители «Яд ва-Шем» говорят, что «руководитель иерусалимского мемориального комплекса „Яд ва-Шем“ Йосеф (Томи) Лапид в своем заявлении опирался на научное исследование, указывающее на глубокую и интенсивную связь между батальоном „Нахтигаль“ во главе с Романом Шухевичем и немецкими властями, и также связывающее батальон „Нахтигаль“ под командованием Шухевича с погромом во Львове в июле 1941, унёсшим жизни приблизительно 4000 евреев. Лапид также опирался на документы, имеющиеся в архиве, касающиеся батальона „Нахтигаль“ и Романа Шухевича. Экземпляры этих документов были переданы украинской делегации …».

#### Документы и исследования данного вопроса
Немецкий историк Дитер Шенк в книге «Убийство львовских профессоров» приводит свидетельства, что хотя приказа об участии Нахтигаль в акциях по массовому убийству не было, десятки бойцов этого батальона находились в городе и принимали участие в погромах и убийствах.
В 2008 году, в ответ на вышеизложенное заявление сотрудников «Яд-Вашем» об участии Романа Шухевича и батальона «Нахтигаль» в убийстве львовских евреев, Служба безопасности Украины рассекретила документы, которые должны были свидетельствовать о непричастности Организации украинских националистов к уничтожению еврейского населения во Львове в 1941 году. Канадский историк украинского происхождения Джон-Пол Химка отмечает сомнительность достоверности приведённых документов, как, собственно, и беспристрастность персоны, их представившей — Владимира Вятровича — автора книги, обеляющей ОУН(б) и построенной на манипуляциях с малодостоверными источниками и отказом от использования немецких и других источников, использованных в десятках научных работ.
Как указывает Химка, батальон «Нахтигаль» во главе с Р.Шухевичем, по-видимому, не участвовал как подразделение во Львовском погроме (хотя принимал участие в убийствах евреев во время последующего марша на Винницу), однако существуют свидетельства неизвестной степени надёжности об участии в погроме отдельных лиц из состава батальона. Немецкий историк Кай Струве полагает, что, учитывая места дислокации «Нахтигаля» во Львове, участие отдельных лиц из числа военнослужащих батальона в погромах вопреки воле командования весьма вероятно, особенно около тюрьмы НКВД на Лонцкого.